# Широколистен живовляк
Широколистният живовляк (Plantago major), наричан също петложилка, жилавец или бърда, е многогодишно тревисто растение от семейство Живовлекови.

## Описание
Коренището на растението е късо. Листата му образуват приосновна розетка с диаметър от 15 – 30 cm. Имат овална форма и обикновено достигат дължина 5 – 20 cm и ширина до 9 cm. Имат остър връх и от 5 до 9 изразени листни вени. Цветовете са малки, на цвят зеленикаво-кафяви с лилави тичинки и образуват гъсто съцветие с дължина 5 – 15 cm на върха на стъблото. Самото стъбло достига 13 – 15 cm височина (понякога повече) и е оцветено в различни нюанси на зеленото. Расте от май до октомври, по пасища и ливади, край пътища и ниви, по песъчливи и тревисти места.
Широколистният живовляк е разпространен в Европа и Азия, но е натурализиран и на много други места по света. В България се среща из цялата страна.
Листата на растението имат противовъзпалително, антибактериално, противомикробно, отхрачващо, регенеративно, аналгетично, кръвосъсирващо, слабително и диуретично действие.